# Escrita Rovas-Carpátia
A escrita Rovas da Bacia Carpátia ou Kárpát-medencei rovás da língua húngara foi usada na bacia Carpátia entre os séculos VII e XI. A maioria das inscrições localizadas eram do Húngaro, mas havia também em Onogur, As-Alan e Avar.
Essa escrita Rovas Cárpata éconsiderada como descendente da escrita Proto-Rovas, que fora usada a leste do Mar de Aral desde o 1º século d.C e 567, quando as tribos que a usavam  Rovas, Avars e Ogurs, começaram a migrar para a Panônia (Bacia Carpátia). Esse processo durou até 670 d.C., sendo que essa escrita deu origem à Rovas Carpátia e à Escrita Rovas-Khazar.
A escrita Proto-Rovas aparentemente descende do alfabeto aramaico.

## Escrita
Trata-se de um alfabeto com vogais com a escrita se desenvolvendo da direita para esquerda. São 47 símbolos para letras, 8 para ligaduras e dois símbolos para separar palavras.

## Situação hoje
Desde 2009 vêm sendo feitos esforços para reviver esse alfabeto. Algumas letras foram adicionadas para representar sons da língua húngara que não eram usados no passado remoto.